# Niklas Dyrhaug
Niklas Dyrhaug, né le 6 juillet 1987 à Tydal, est un fondeur norvégien. Il est spécialiste des épreuves de distance, auxquelles il participe principalement en Coupe du monde. Il a gagné deux titres de champion du monde de relais en 2015 et 2017, édition où il récolte une médaille de bronze sur le quinze kilomètres classique. Dans la Coupe du monde, il totalise huit podiums individuels, dont deux troisièmes places aux Finales 2012 et 2017 et s'est classé troisième sur la spécialité de la distance  lors de la saison 2015-2016. Il a disputé une seule course aux Jeux olympiques durant sa carrière, en 2018.

## Biographie
Niklas Dyrhaug, membre du club de Tydal, court d'abord dans la Coupe de Scandinavie à partir de 2008, puis prend son premier départ en Coupe du monde le 21 novembre 2009 à Beitostølen. Il marque ses premiers points en février 2012 à Drammen sur le quinze kilomètres classique (20e). Après une première participation au Tour de ski (16e), il connaît l'honneur des podiums en 2012, où il gagne avec le relais à Nove Mesto et surtout avec la troisième place aux Finales 2012 disputées à Falun. Après deux saisons plus en retrait, il réalise une bonne saison en 2015 avec une sixième place au Tour de ski et au classement général de la Coupe du monde ainsi qu'un titre de champion du monde de relais à Falun avec Didrik Tønseth, Anders Gløersen et Petter Northug. Il y est aussi septième du skiathlon.
En ouverture de la saison 2015-2016, il obtient le meilleur temps de l'étape en poursuite (15 kilomètres classique) du Ruka Triple, gagnant sa première course dans l'élite. Juste après, il se classe deuxième du skiathlon de Lillehammer, faisant partie des sept Norvégiens dans le top dix. Au Tour de ski, il est deuxième d'une étape à Val di Fiemme, un quinze kilomètres classique avec départ en masse derrière Martin Johnsrud Sundby. Sur le cinquante kilomètres de Holmenkollen, il est le dernier skieur à resister au rythme de Sundby (vainqueur de la Coupe du monde cet hiver), pour finir deuxième à 19 secondes seulement. Il se classe sixième du classement général à l'issue de cette saison de Coupe du monde.
Aux Championnats du monde 2017, il remporte sa première médaille individuelle aux grands rendez-vous avec le bronze sur le quinze kilomètres classique. Sur le relais, il conserve son titre de 2015. Ensuite, sur le cinquante kilomètres classique à Holmenkollen, il est de nouveau sur le podium, terminant troisième. Pour conclure la saison, Dyrahug égale son meilleur résultat en course par étapes avec le troisième rang aux Finales de Québec, grâce notamment à sa deuxième place sur le quinze kilomètres classique. Il s'agit de son dernier podium dans l'élite.
En 2018, il est sélectionné pour les Jeux olympiques de Pyeongchang, où il est treizième du cinquante kilomètres.
En amont de la saison suivante, il contracte une blessure au dos, qui lui prive de l'ouverture de la Coupe du monde. Il pensait pouvoir revenir à la compétition cet hiver, mais son indisponibilité s'étend toute la saison. Durant la saison 2019-2020, son seul résultat individuel en Coupe du monde est seizième du skiathlon de Lillehammer, tandis qu'il gagne l'American Birkebeiner.
En octobre 2021, Dyrhaug annonce sa retraite sportive.

## Palmarès

### Jeux olympiques d'hiver
| Épreuve / Édition   | Sprint                           | Sprint    | 15 km | 15 km                            | Skiathlon 2 × 15 km | 50 km | Relais | Relais    |
| Épreuve / Édition   | libre                            | classique | libre | classique                        | Skiathlon 2 × 15 km | 50 km | Sprint | 4 × 10 km |
| JO 2018 Pyeongchang | Épreuve inexistante à cette date | —         | —     | Épreuve inexistante à cette date | —                   | 13e   | —      | —         |

Légende :
- : pas d'épreuve
- — : Non disputée par Dyrhaug

### Championnats du monde
| Épreuve / Édition   | Sprint                           | Sprint                           | 15 km                            | 15 km                            | Skiathlon 2 × 15 km | 50 km | Relais | Relais               |
| Épreuve / Édition   | libre                            | classique                        | libre                            | classique                        | Skiathlon 2 × 15 km | 50 km | Sprint | 4 × 10 km            |
| Mondiaux 2015 Falun | Épreuve inexistante à cette date | —                                | —                                | Épreuve inexistante à cette date | 7e                  | 13e   | —      | Médaille d'or, monde |
| Mondiaux 2017 Lahti | —                                | Épreuve inexistante à cette date | Épreuve inexistante à cette date | Médaille de bronze, monde        | —                   | —     | —      | Médaille d'or, monde |

Légende :
- : première place, médaille d'or
- : troisième place, médaille de bronze
- : pas d'épreuve
- — : Non disputée par Dyrhaug

### Coupe du monde
- Meilleur classement général : 6e en 2016.
- 3e du classement de la distance en 2016.
- 7 podiums : 
  - 5 podiums en épreuve individuelle : 2 deuxièmes places et 3 troisièmes places.
  - 2 podiums en épreuve par équipes : 2 victoires.

#### Tour de ski
- 7e en 2015.
- 1 podium d'étape.

#### Autres courses par étapes
- Nordic Opening (Ruka Triple) : 1 victoire d'étape (poursuite sur quinze kilomètres en style classique en 2015).
- Finales : 3e du classement final en 2012 et 2017, 1 podium d'étape.

#### Classements détaillés
| Saison / Épreuve | Général | Général | Distance | Distance | Sprint | Sprint | Tour de ski depuis 2007 | Finales Ski Tour Canada (2016) depuis 2008 | Nordic Opening depuis 2011 |
| ---------------- | ------- | ------- | -------- | -------- | ------ | ------ | ----------------------- | ------------------------------------------ | -------------------------- |
| Saison / Épreuve | Place   | Points  | Place    | Points   | Place  | Points | Tour de ski depuis 2007 | Finales Ski Tour Canada (2016) depuis 2008 | Nordic Opening depuis 2011 |
| 2011             | 140e    | 11      | 88e      | 11       | -      | -      | -                       | -                                          | -                          |
| 2012             | 16e     | 512     | 16e      | 314      | 74e    | 18     | 16e                     | 3e                                         | -                          |
| 2013             | 105e    | 30      | 67e      | 30       | -      | -      | Abandon                 | -                                          | 31e                        |
| 2014             | 52e     | 124     | 48e      | 64       | -      | -      | 16e                     | -                                          | -                          |
| 2015             | 7e      | 589     | 6e       | 377      | 74e    | 10     | 7e                      | Épreuve inexistante à cette date           | 9e                         |
| 2016             | 6e      | 995     | 3e       | 729      | 41e    | 48     | 8e                      | Abandon                                    | 5e                         |
| 2017             | 8e      | 758     | 5e       | 468      | 56e    | 22     | 10e                     | 3e                                         | 12e                        |
| 2018             | 25e     | 307     | 24e      | 161      | -      | -      | 12e                     | 9e                                         | -                          |
| 2020             | 115e    | 15      | 68e      | 15       | -      | -      | -                       | -                                          | -                          |

### Coupe de Scandinavie
- 5e du classement général en 2012.
- 4 podiums, dont 2 victoires.